# Lamium flexuosum
Lamium flexuosum , ortiga borda, es una especie de fanerógama perteneciente a la familia de las lamiáceas. Es originaria del Mediterráneo occidental.

## Descripción
Es una planta herbácea pluricaule y pelosa. Las hojas son opuestas, largamente pecioladas (1-8 cm), de 3-8 cm de largo y cordato-ovadas. Las flores se agrupan en verticilastros densos. El cáliz está soldado y es tan largo como el tubo de la corola. Ésta es bilabiada, pelosa y blanca; el labio inferior está formado por un lóbulo medial obtuso y dos dientes laterales. El fruto es un tetraquenio de mericarpos trígonos y truncados en el ápice.

## Hábitat
Se encuentra en los bosques de ribera (alisedas), también en orlas y herbazales higrófilos ± ruderales.

## Distribución
Se distribuye por Francia, España, Italia, Argelia, Marruecos y Túnez.

## Sinonimia
- Lamium archangelica Garsault, Fig. Pl. Méd.: t. 317 (1764), opus utique oppr.
- Lamium album Desf., Fl. Atlant. 2: 18 (1798), nom. illeg.
- Lamium rugosum Sm. in J.Sibthorp & J.E.Smith, Fl. Graec. 6: 45 (1827), nom. illeg.
- Lamium petitinum J.Gay ex Benth., Labiat. Gen. Spec.: 515 (1834).
- Lamium pubescens Sibth. ex Benth., Labiat. Gen. Spec.: 515 (1834), nom. illeg.
- Lamium heterophyllum Scheele, Linnaea 22: 594 (1849).
- Lamium berengueri Pau, Mem. Real Soc. Esp. Hist. Nat. 12: 378 (1924).[2]

## Usos
Es una planta comestible o con usos alimenticios.